# Baeocera bacchusi
Espèce
Synonymes
- Eubaeocera bacchusi Löbl, 1975 (protonyme)

Baeocera bacchusi est une espèce de coléoptères de la famille des Staphylinidae et de la sous-famille des Scaphidiinae.

## Répartition et habitat
Cette espèce est décrite de Papouasie-Nouvelle-Guinée.